# Exzellenzcluster „Asien und Europa im globalen Kontext“
Der Exzellenzcluster Asien und Europa im globalen Kontext (Asia and Europe in a Global Context) war ein trans- und interdisziplinärer Forscherverbund an der Universität Heidelberg. Er wurde im Oktober 2007 im Rahmen der Exzellenzinitiative des Bundes und der Länder eingerichtet und 2012 verlängert. 2019 endete die Förderung durch die DFG. Der Exzellenzcluster befasste sich mit Austauschprozessen zwischen Kulturen, Gesellschaften und Staaten, die von Migration und Handel bis hin zu Leitbegriffen der Sprache und Strukturen des Staates reichen. Eine zentrale Frage war, in welchen Dynamiken sich kulturübergreifende Prozesse zwischen sowie innerhalb von Asien und Europa entwickeln. 

## Aufgaben und Ziele
Ziel des Clusters war es, zu einem besseren Verständnis der vielschichtigen Interaktionen zwischen sowie innerhalb von Asien und Europa beizutragen – einem Bereich von großer Bedeutung sowohl für die akademische Welt als auch für die heutige Gesellschaft und Politik. Dazu sollten die Austauschprozesse zwischen Kulturen untersucht werden.
In der ersten Förderungsphase, von 2008 bis 2012, analysierten die Wissenschaftler die sich wandelnden Asymmetrien in kulturellen, sozialen und politischen Austauschprozessen. Basierend auf dieser Forschung wurde in der zweiten Förderungsphase bis 2017 untersucht, in welchen Dynamiken sich transkulturelle Prozesse zwischen sowie innerhalb von Asien und Europa entwickeln. 
Die Hauptziele des Clusters waren
- die Dynamik transkultureller Interaktion als Schlüsselthema mit internationaler Signalwirkung zu etablieren und strukturell zu verankern;
- das analytische Potenzial des Begriffs Transkulturalität auf empirischer, konzeptioneller und methodologischer Weise systematisch zu erforschen;
- die stark ausgeprägten Kompetenzen der Asien-, Geistes- und Sozialwissenschaften an Heidelbergs Volluniversität weiter zu verknüpfen und zu stärken;
- das Potenzial transkultureller Forschung zu steigern, indem für junge Wissenschaftler Karrierewege geschaffen werden und nicht nur über Asien geforscht, sondern auch mit Institutionen und Wissenschaftlern in Asien zusammengearbeitet wird.[2]

## Organisation

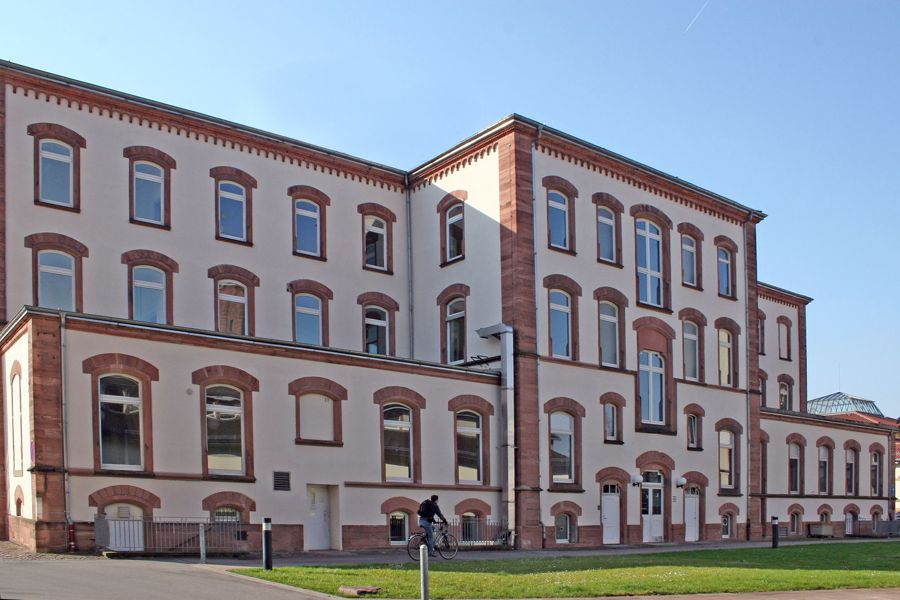
Karl Jaspers Zentrum für Transkulturelle Forschung

Institutioneller Sitz des Clusters ist das Karl Jaspers Zentrum für Transkulturelle Forschung (KJC). Ein weiteres Büro gab es im „Heidelberg Center South Asia“ in Neu-Delhi, Indien.
Die Leitung des Clusters oblag dem Direktorium bestehend aus Joseph Maran (Ur- und Frühgeschichte), Axel Michaels (Klassische Indologie) und Barbara Mittler (Sinologie). Die Position des Amtierenden Direktors rotierte alle sechs Monate und wurde durch einen Projektmanager unterstützt. Strukturelle Entscheidungen trifft der Vorstand.
Unterstützt wurden das Direktorium und der Vorstand durch einen Beirat. Dazu gehörten Patrick J. Geary (Institute for Advanced Study in Princeton), Angela Leung (Hong Kong University), Patricia Spyer (Leiden University), Colin Renfrew (University of Cambridge) und der Beiratsvorsitzende Christoph Wulf (Freie Universität Berlin).

## Forschungsstruktur
Die mehr als 80 Forschungsprojekte waren in vier Forschungsbereiche gegliedert.
- Forschungsbereich A: Regierungskunst und Verwaltung

Forschungsbereich A befasst sich mit kulturellen Prozessen, über die Konzepte, Institutionen und Praktiken, die mit Regierungskunst und Verwaltung in Zusammenhang stehen, auf lokaler, regionaler oder globaler Ebene zwischen Kulturen übertragen und in einem kontinuierlichen, aber nicht-linearen historischen Prozess umgestaltet werden.
Sprecher: Diamantis Panagiotopoulos; Stellvertreter: Harald Fuess, Susan Richter
- Forschungsbereich B: Öffentlichkeit und Medien

Forschungsbereich B befasst sich mit der Entstehung und Konzeptionalisierung verschiedener Arten von „Öffentlichkeiten“ (von Kunstausstellungen über Blogs bis zu Rockkonzerten und Satireheften), die infolge kultureller, ökonomischer, politischer, sozialer oder künstlerischer Austauschprozesse in und zwischen Asien und Europa entstehen.
Sprecher: Christiane Brosius; Stellvertreter: Melanie Trede, Hans Harder
- Forschungsbereich C: Wissenssysteme (Gesundheit, Umwelt, Wissenschaft und erkenntnistheoretische Ansätze)

Forschungsbereich C konzentriert sich, neben dem ursprünglichen Fokus auf Gesundheit und Umwelt, auf die unterschiedlichen Arten der Wissensproduktion.
Sprecher: Joachim Kurtz; Stellvertreter: William S. Sax, Joachim F. Quack
- Forschungsbereich D: Geschichte und Kulturerbe

Forschungsbereich D analysiert unterschiedliche Konzepte von Geschichte als konkurrierende Interpretationen von Zeit und Raum.
Sprecher: Monica Juneja; Stellvertreter: Joseph Maran, Birgit Kellner

## Wissenschaftliche Mitarbeiter
Die Forscher des Clusters kommen aus unterschiedlichsten Disziplinen, darunter Ägyptologie, Archäologie (siehe Institut für Klassische Archäologie der Universität Heidelberg), Assyriologie, Ethnologie, Europäische Geschichte, Gesundheitswesen, Indologie, Islamwissenschaft, Japanologie, Kunstgeschichte, Medien- und Kommunikationswissenschaft, Musikwissenschaft, Philosophie, Politologie, Religionswissenschaft, Sinologie, Soziologie und viele weitere.
Um die Verbindungen zwischen den Disziplinen zu stärken und Entwicklungsmöglichkeiten für junge Wissenschaftler zu schaffen, hat der Cluster fünf nachhaltig gestaltete Professuren sowie sechs Nachwuchsforschergruppen geschaffen.
- Buddhistische Studien (Birgit Kellner)
- Globale Kunstgeschichte (Monica Juneja)
- Ideen- und Wissensgeschichte (Joachim Kurtz)
- Kultur- und Wirtschaftsgeschichte (Harald Fuess)
- Visuelle und Medienanthropologie (Christiane Brosius)

Die Professur „Globale Kunstgeschichte“ ist die erste ihrer Art in Deutschland.

## Nachwuchsforschergruppen
Jede Nachwuchsforschergruppe wird von einem jungen Wissenschaftler geleitet, der auch Dissertationen in seinem Projekt betreut.
- A16 “Transcultural Justice: Legal Flows and the Emergence of International Justice within the East Asian War Crimes Trials, 1946–1954” (Kerstin von Lingen)
- B21 „Transkulturelle Dynamiken des Pentekostalismus: Die Pfingstbewegung zwischen Globalisierung und Staatskontrolle in Singapur“ (Katja Rakow)
- C15 “Agrarian Alternatives: Agrarian Crisis, Global Concerns and the Contested Agro-ecological Futures in South Asia” (Daniel Münster)
- C16 “The Demographic Turn in the Junction of Cultures” (Sophie Roche)
- “Digital Humanities with Focus on ‘Archaeological Information Systems’ and ‘Digital Cultural Heritage’” (Armin Volkmann)

Bereits abgeschlossene Nachwuchsforschergruppen:
- A4 „Die Faszination der Effizienz: Migrierende Ideen und entstehende Bürokratien in Europa und Asien seit der Frühen Neuzeit“ (Susan Richter)
- A6 „Katastrophenkulturen. Wechselnde Asymmetrien zwischen Gesellschaften, Kulturen und der Natur in vergleichender geschichtlicher und transkultureller Perspektive“ (Gerrit J. Schenk)
- A9 „Kulturtransfer als Faktor der Staatsbildung“ (Antje Flüchter)
- B9 „Asymmetrien in kulturellen Informationsflüssen: Europa und Südasien im globalen Informationsnetzwerk seit dem 19. Jahrhundert“ (Roland Wenzlhuemer)
- B10 „Überschreitung von Räumen und Identitäten an urbanen Schauplätzen – der Fall Harbin (1898–1949)“ (Frank Grüner)
- C4 „Indien als Ziel für Gesundheitstourismus: Eine Studie der High-Tech-Krankenhäuser und neo-orientalischen Spas“ (Laurent Pordié)

## Lehre

### Graduiertenprogramm
Das Graduiertenprogramm für Transkulturelle Studien (GPTS) ist ein strukturiertes Promotionsprogramm innerhalb der interdisziplinären Forschungsumgebung des Clusters. Es bietet unter anderem:
- eine Einführung in die Theorien und Methodologien transkultureller Forschung;
- ein voll ausgestattetes, von europäischen und asiatischen Institutionen mitgetragenes Arbeitsumfeld;
- Mitwirkung bei der Sammlung von textlichem und nicht-textlichem Quellenmaterial;
- Unterstützung von Promotionsprojekten, die in Bezug zu den Forschungsfeldern des Clusters stehen.[11]

Seit seiner Gründung 2008 beginnen jedes Jahr rund 8 Kandidaten – davon die Hälfte aus Asien – das Graduiertenprogramm.
Zudem gibt es Doktoranden in den einzelnen Forschungsprojekten.

### M.A. Transcultural Studies
Auf Initiative des Clusters wurde zum Wintersemester 2011 der Masterstudiengang „Transcultural Studies“ an der Universität Heidelberg eingerichtet. Als einer der ersten Studiengänge seiner Art bietet er Studierenden eine interdisziplinäre Ausbildung mit transkulturellem Fokus. Unterrichtssprache ist Englisch. Die Vorlesungen und Seminare werden von den fünf Cluster-Professoren durchgeführt, häufig in Zusammenarbeit mit Wissenschaftlern etablierter Disziplinen.
Im ersten Semester erhalten die Studierenden Einführungen in die Theorien und Methoden Transkultureller Studien. Dann stehen die folgenden Studienschwerpunkte zur Auswahl:
- Society, Economy and Governance
- Knowledge, Belief and Religion
- Visual, Media and Material Culture

Im dritten Semester ist ein Auslandsaufenthalt vorgesehen, den die Studierenden entweder für Projektarbeit oder für Kurse im Ausland nutzen können. Das letzte Semester ist für die Ausarbeitung der Masterarbeit sowie für ein Forschungskolloquium vorbehalten.

## Heidelberg Research Architecture
Unter dem Namen Heidelberg Research Architecture (HRA) arbeiten IT-Spezialisten, Entwickler von Software und Datenbanken, akademisch geschulte E-Learning-Spezialisten und IT-Support eng mit Wissenschaftlern und Studierenden am Cluster in einer Sektion für Digital Humanities an interdisziplinären Forschungsprojekten zusammen.
Damit deckt das Aufgabengebiet der HRA den gesamten Bereich von der Entwicklung eines ausgefeilten Metadaten Frameworks bis hin zu IT-Support für das Karl Jaspers Zentrum ab. Die HRA ermöglicht es transkulturelle Beziehungen über unterschiedliche Medientypen (Text, Bild, Film, Audio) und disparate Objekte (Texte, Konzepte, Soziale Netzwerke) aufzuzeigen und zu analysieren.

## Publikationen
In Zusammenarbeit mit Springer Science+Business Media, legte der Cluster im Januar 2010 die Buchreihe „Transcultural Research. Heidelberg Studies on Asia and Europe in a Global Context“ auf. Jedes Jahr erscheinen bis zu 15 von Experten begutachtete Bücher. Die Serie wird von den Direktoren des Clusters herausgegeben und von Andrea Hacker koordiniert. Der erste Band, "Transcultural Turbulences – Towards a Multi-Sited Reading of Image Flows", wurde von Christiane Brosius und Roland Wenzlhuemer editiert und versammelt elf Beiträge der ersten Jahreskonferenz des Clusters im Jahr 2009.
Eine weitere Buchserie mit dem Titel „Heidelberg Transcultural Studies“ wurde von Susanne Enderwitz, Melanie Trede und Stefan Weinfurter initiiert.
Das referierte E-Journal „Transcultural Studies“ wurde im Dezember 2010 gestartet. Verfügbar unter www.transculturalstudies.org, erscheint es zweimal im Jahr und bietet eine internationale Plattform für transkulturelle Forschung. Autoren können alle Multimedia-Publishing-Optionen des Internets nutzen und ihre Texte mit Bildern, Audio- oder Videodateien sowie Links anreichern. Herausgeber ist Rudolf G. Wagner und Leitende Redakteurin ist Andrea Hacker.

## Veranstaltungen
Regelmäßig organisieren die Forschungsprojekte und Lehrstühle des Clusters Veranstaltungen am Karl Jaspers Zentrum oder anderenorts. Besondere Aufmerksamkeit wurde den Antrittsvorlesungen der Cluster Professoren sowie ihrer gemeinsamen Vorlesung „Wo liegt die Grenze zwischen Asien und Europa?“ im Juni 2011 zuteil. Die feierliche Eröffnung des mit dem Cluster assoziierten Heinrich Zimmer Lehrstuhls für Indische Philosophie und Geistesgeschichte – der ersten Professur in Deutschland, die von Indiens ranghöchster Institution zur Förderung des internationalen Kulturaustausches getragen wird, – wurde per Livestream ins Internet übertragen.
Ein Höhepunkt ist die jeweils im Oktober stattfindende Jahreskonferenz:
- Managing Empires. Cooperation, Competition, Conflict (2013)
- Things that Connect: Pathways of Materiality and Practice (2012)[23]
- Frontiers of Knowledge: Health, Environment, and the History of Science (2011)[24]
- The Flow of Concepts and Institutions (2010)[25]
- Flows of Images and Media (2009)[26]

Für Nachwuchswissenschaftler gibt es jedes Jahr eine Summer School:
- Sites of Knowledge: Space, Locality and Circulation between Asia and Europe (2013)
- Seeing Matter(s): Materiality and Visuality (2012)[27]
- Cultures of Consumption in Asia and Europe (2011)[28]
- Knowledge on the Move: Circulation, Domestication and Transcultural Reconfigurations (2010)[29]
- Objects on the Move – Circulation, Social Practice and Transcultural Intersections (2009)[30]

Die wichtigsten Vorlesungsreihen sind:
- Katastrophenbilder: Imaging Disaster (2012)[31]
- Global Philosophies – Reflections and Challenges between Asia and Europe (2011/12)[32]
- Global Concepts? Keywords and Their Histories in Asia and Europe (2010/2011)
- The Power of Things and the Flow of Cultural Transformations (2009/10)[33]
- Transculturality – Theories and Explorations (2008)[34]

Darüber hinaus gibt es jedes Jahr etwa 100 internationale Konferenzen und Workshops.

## Partner
Folgende Einrichtungen der Universität Heidelberg sind am Cluster beteiligt:
- Sonderforschungsbereich 933 „Materiale Textkulturen“
- Sonderforschungsbereich 619 „Ritualdynamik“
- Südasien-Institut
- Zentrum für Altertumswissenschaften
- Zentrum für Europäische Geschichts- und Kulturwissenschaften
- Zentrum für Ostasienwissenschaften
- Seminar für Sprachen und Kulturen des Vorderen Orients

Darüber hinaus kooperiert der Cluster mit folgenden Institutionen:
- Arizona State University, Department of Religious Studies
- Deutsche UNESCO-Kommission
- Duke University, Department of History
- Harvard University, Asia Centre
- Harvard University, Harvard Medical School
- Hong Kong University, Institute for the Humanities and Social Sciences
- Indira Gandhi National Centre for the Arts
- Jawaharlal Nehru University, School of Arts and Aesthetics
- Kanagawa University, Research Center for Nonwritten Cultural Materials
- Kansai University, Institute for Cultural Interaction Studies
- Leiden University, Faculty of Social and Behavioural Science
- Kyoto University, Organisation for the Promotion of International Relations
- Peking University, Department of History
- Universität Zürich, Universitärer Forschungsschwerpunkt „Asien und Europa“
- University of Chicago, Department of History
- University of Oslo, Department of Culture Studies and Oriental Languages